# Edificio F del complesso di Sorgane

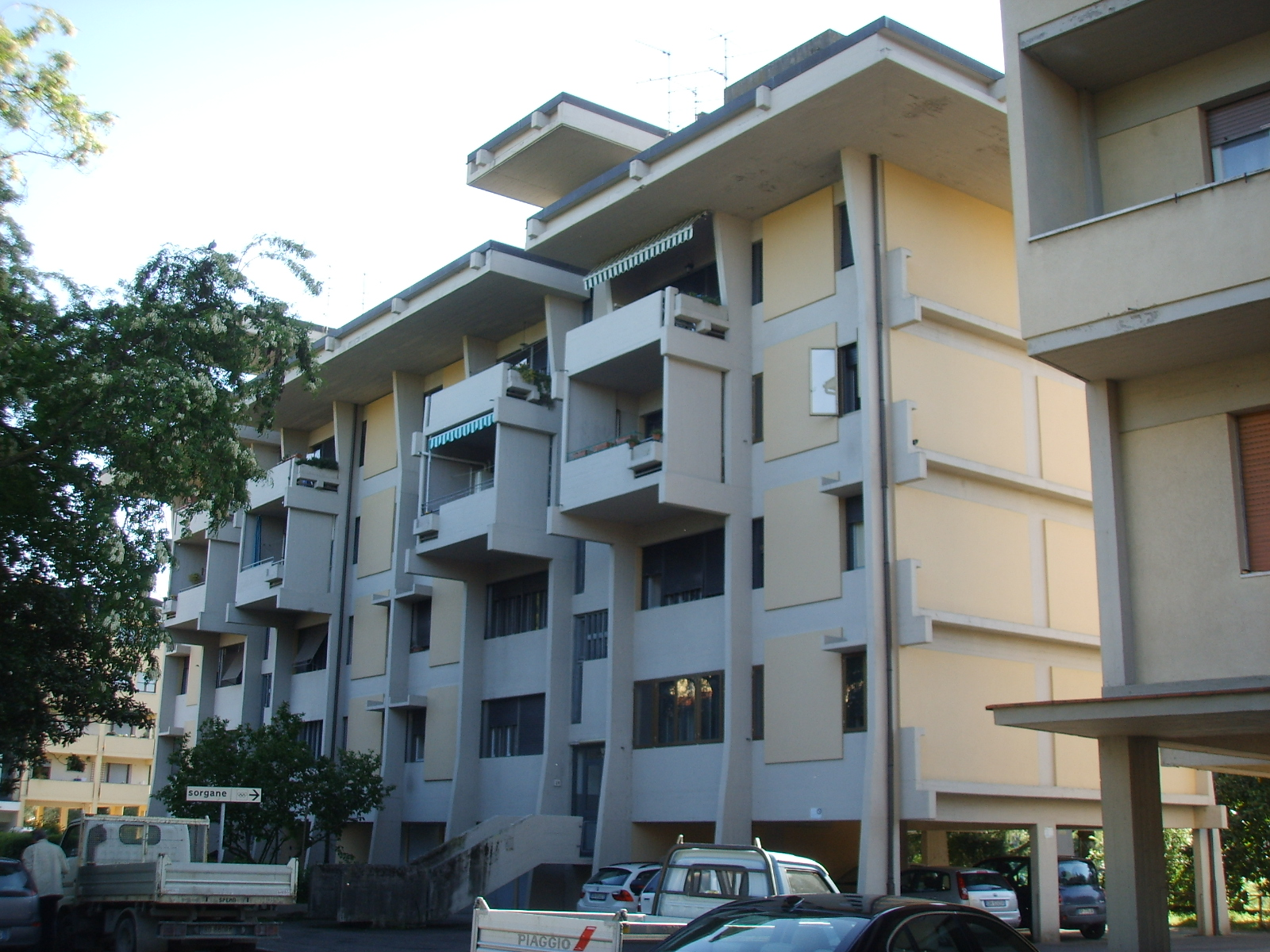
Edificio "F"

Il cosiddetto edificio F è uno dei palazzi del complesso di case popolari a Sorgane realizzati tra il 1962 e il 1970 da un team di architetti fiorentini. In particolare questo edificio venne progettato dal gruppo di Leonardo Savioli. Si trova su via Isonzo.

## Architettura
L'edificio F (particella 241) ha pianta rettangolare e volumetria compatta, presenta una tipologia in linea e si sviluppa su 5 piani fuori terra, di cui quello terreno in parte su piloni ed in parte occupato da garage e quelli superiori caratterizzati sui fronti est ed ovest da una cortina muraria continua ritmata dalla trama modulare delle finestre, talvolta riquadrate da cornici, e dai corpi aggettanti dei balconi, su travi ricalate, distribuiti liberamente ai vari piani.
Sul fronte est sono posizionate, ortogonalmente alla facciata, due scale rettilinee che conducono al vano scala, dal quale si accede agli appartamenti (4 per piano per un totale di 90 vani). Il vano scale è riconoscibile in facciata per il diverso trattamento degli infissi, caratterizzato da una griglia geometrica a moduli paralleli in legno. La superficie esterna è in parte in cemento faccia vista, in parte intonacata (le specchiature tra le finestre); gli infissi interni sono in legno, gli esterni in legno e in metallo; gli avvolgibili in Pvc.